# Ciudad del Niño (estación)
Ciudad del Niño es una estación ferroviaria que forma parte de la Línea 2 del Metro de Santiago de Chile. Se encuentra subterránea entre las estaciones Departamental y Lo Ovalle.

## Historia
La estación fue abierta como parte del segundo tramo de la Línea 2, inaugurado el 21 de diciembre de 1978 entre las estaciones Franklin y Lo Ovalle. El 10 de diciembre de 1985 un comando del Frente Patriótico Manuel Rodríguez asaltó las boleterías y detonó 2 kilos de explosivos detrás de un tren en la estación.
La estación se mantuvo cerrada entre el 19 de octubre y el 11 de noviembre de 2019 debido a las jornadas de evasión masiva que la afectaron durante las protestas por el alza de la tarifa del metro.

## Entorno y características
Se ubica bajo la  Gran Avenida a la altura del Paradero 15, en la comuna de San Miguel.
Ubicada en una zona residencial, tiene un bajo flujo de pasajeros. Existen algunos locales comerciales en el sector y un liceo. La estación posee una afluencia diaria promedio de 11 057 pasajeros.

### Accesos
| Acceso | Intersección                   |
| ------ | ------------------------------ |
| A      | Gran Avenida con Sexta Avenida |
| B      | Gran Avenida con Varas Mena    |

## MetroArte
En el interior de la estación se encuentra La Ciudad vista por los Niños, varios murales realizados por niños pertenecientes al Servicio Nacional de Menores y dirigidos por el pintor Francisco Jaume. Se tratan de lienzos compartidos en los cuales los niños pintaron su visión sobre la ciudad, incorporando edificios, árboles y calles en cada cuadro.
Cada uno está distribuido alrededor de la mezanina con una superficie total de 60 m², fueron pintados sobre un tablero con esmalte al agua y fueron instalados en la estación en 2005.

## Origen etimológico
La denominación de esta estación proviene de la Ciudad del Niño Presidente Ríos, un extinto hogar de acogida para niños abandonados. En los terrenos de la antigua Ciudad del Niño, ubicada unas cuadras al sur de la estación, funciona en la actualidad el Taller Lo Ovalle de la Línea 2 del Metro.
Se simbolizaba anteriormente con la silueta de tres niños tomados de la mano.

## Galería

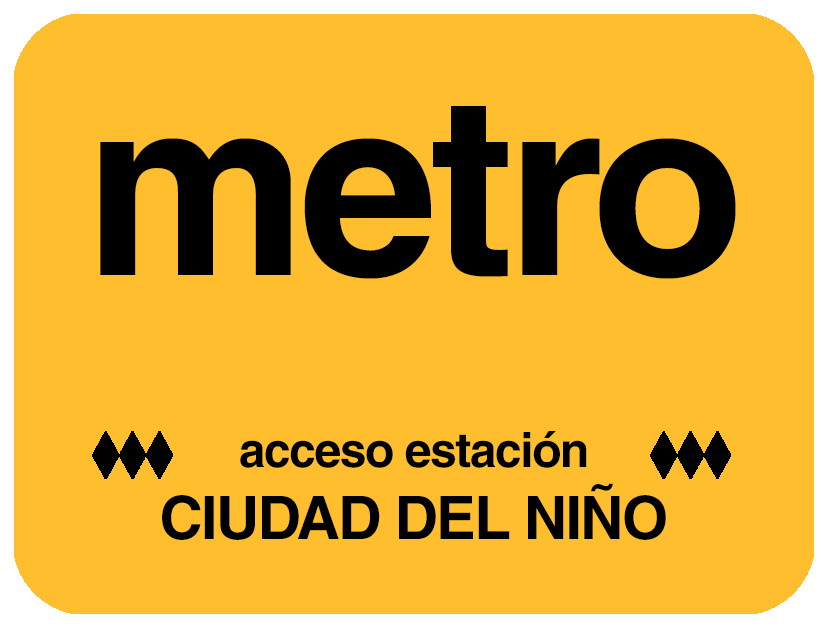
Letrero utilizado en los accesos a la estación hasta 1997.
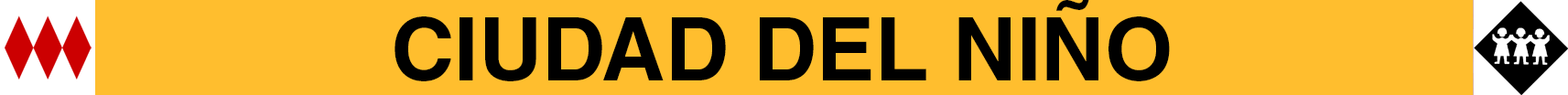
Cenefa antigua utilizada en los andenes.
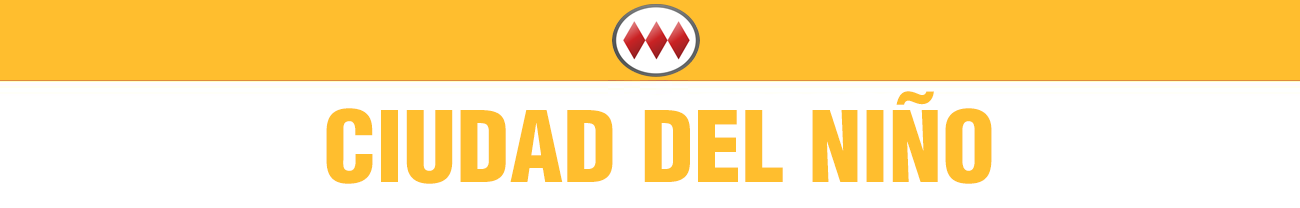
Cenefa utilizada actualmente en los andenes.

## Conexión con Red Metropolitana de Movilidad
A diferencia de la mayoría de las estaciones, en esta estación los paraderos aledaños se denominan como "Parada / Paradero 15 Gran Avenida", habiendo en total 3 paraderos, los cuales corresponden a: 
| Paradero/ Código                              | Recorridos |
| --------------------------------------------- | --- |
| Parada / Paradero 15 Gran Avenida (PH124)     | 201 (Mall Plaza Norte) - 223 (Santiago) - 226 (Centro) - 229 (Metro La Moneda) - 264n (Pedro Fontova) - 271 (Santiago) - 301 (Juan Antonio Ríos) |
| Parada / Paradero 15 Gran Avenida (PH122)     | 201 (San Bernardo) - 223 (Lo Espejo) - 226 (Nonato Coo) - 229 (La Pintana) - 264n (Santo Tomás) - 271 (San Bernardo) - 301 (Angelmó)             |
| Octava Avenida / esq. 1.ª Transversal (PH221) | 214 (Santa Olga) |